# 張艾嘉
張艾嘉，前稱張愛嘉（1953年7月21日—），臺灣女演員、編劇、導演、歌手，曾任第6屆臺北金馬影展執行委員會主席（2014年至2018年）、香港電影發展局非官方委員（2019年4月1日至2025年3月31日）。張艾嘉兩次榮獲香港電影金像獎最佳女主角，三次榮獲金馬獎最佳女主角，2018年成為亞洲電影大獎最佳女主角和終身成就獎得主，2021年榮獲第22屆國家文藝獎。

## 生平

### 早年經歷
1953年，張艾嘉出生於臺灣嘉義縣大林社團新村，籍貫山西省五臺县豆村，其父張文莊為中華民國空軍軍官，母亲魏淑娟。外公魏景蒙曾任中國廣播公司總經理、中華民國第六任新聞局長、中央通訊社社長等職，離職後獲前總統蔣經國聘為總統府國策顧問。
1954年2月19日，父親張文莊31歲，官至少校，他駕駛的 C-47型機不幸在新竹撞山罹難。身後留下一妻二女，女兒張艾嘉僅1歲大。因張艾嘉僅有一個姊姊張艾玲，故乳名小妹，後來成為她的外號。
張艾嘉曾跟著母親去美國定居和接受教育，又曾入讀臺北市私立再興小學。在校時與馬英九夫人周美青為同學。
12歲時，張艾嘉於移居香港九龍城生活，並入讀新法書院小學部五年級，後來到了美國紐約就學。15歲回台灣入讀新北市私立聖心女子高級中學及台北美國學校。

### 音樂生涯
張艾嘉16歲成為電台DJ，踏入台灣娛樂圈，17歲當上歌手和主持。
張艾嘉的音樂作品甚多，〈童年〉、〈明天會更好〉、〈愛的代價〉等作品膾炙人口。
張艾嘉曾與羅大佑交往，羅大佑並以其乳名「小妹」作了一首歌〈小妹〉，收錄在1983年出版的《未來的主人翁》專輯。據稱羅大佑若干情歌創作與他和張艾嘉的交往有關。兩人分手後。羅大佑以名作〈是否〉一曲紀念兩人的感情。
张艾嘉也曾和李宗盛傳出緋聞，雙方否認交往，但李宗盛曾透露專輯《爱的代价》是為張艾嘉而写：「做《爱的代价》的时候，我时常写着就会流泪，当时那歌手（张艾嘉）已经结婚，我就想她不会那么爱我了，我怎么不伤心啊，我就想着『你为什么嫁给他没嫁给我』，虽然我很投入，但张艾嘉说话很辣，常打击我……」

### 電影生涯
1972年，張艾嘉出演首部電影《飛虎小霸王》，後加入嘉禾。早期在香港的電影扮演剽悍女警官的角色，最著名的是與麥嘉合作的《最佳拍檔》。在1979年，張艾嘉與胡樹儒、羅開睦合組比高電影公司，製作並演出了許鞍華導演首作《瘋劫》。張艾嘉後來不斷作其他嘗試，並開始執導。她執導的作品大多以女性角度出發，與當時充滿男子氣概的港產動作片有很強烈的對比。
1976年，張艾嘉以《碧雲天》贏得第13屆金馬獎最佳女配角。1980年第一次以《茉莉花》一片提名挑戰金馬獎影后，終於在1981年以《我的爺爺》一片榮登金馬獎最佳女主角寶座。
1979年張艾嘉第一次導演電影，接拍屠忠訓因車禍而未能完成的《某年某月的某一天》。1986年導演的第二部作品《最愛》榮獲金馬獎最佳導演與最佳女主角雙提名，最後獲得影后。《最愛》曾獲當年金馬獎最佳影片等八項提名，另又獲得1987年香港電影金像獎最佳女主角，堪稱張艾嘉執導與從影以來最輝煌的時刻。
此後，張艾嘉繼續參與演出和創作，2001年再度提名金馬獎影后，次年即以《地久天長》一片贏得香港電影金像獎及香港影評人協會金紫荊獎雙料最佳女主角。
1991年，張艾嘉奉子成婚，夫婿是台灣商人王靖雄；兒子王令塵曾於香港上國際學校時被綁架，轟動一時，其後香港警方成功破案。
2013年第50屆金馬獎結束後，中華民國電影事業發展基金會宣布張艾嘉接任2014年臺北金馬影展執行委員會主席。2018年，張艾嘉憑著《相愛相親》獲得第二十四屆香港電影評論學會大獎最佳導演，第十二屆亞洲電影大獎最佳女主角獎，第十二屆香港電影導演會年度大獎最佳導演獎以及第37屆香港電影金像獎最佳編劇獎，同年她也奪得第十二屆亞洲電影大獎的終身成就獎。
於2022年第59屆金馬獎，事隔36年以《燈火闌珊》再奪影后。張艾嘉目前已獲三座金馬獎最佳女主角獎及一座最佳女配角獎，獲獎次數僅次於張曼玉（四座金馬獎女主角獎及一座最佳女配角獎）。
2023年12月2日，張艾嘉33歲獨子王令塵在香港麗晶酒店迎娶29歲超模游天翼。

## 演出作品

### 電影

#### 1970年代
| 首映   | 片名                                        | 担任   | 角色名稱 | 備註                                                      |
| 1973年 | 《飛虎小霸王》                              | 演員   |          |                                                           |
| 1973年 | 《龍虎金剛》                                | 演員   | 阿香     |                                                           |
| 1974年 | 《小英雄大鬧唐人街》                        | 演員   |          |                                                           |
| 1974年 | 《妙手賭鬼》                                | 演員   |          |                                                           |
| 1974年 | 《黃面老虎》                                | 演員   |          |                                                           |
| 1974年 | 《十七，十七，十八》                        | 演員   |          |                                                           |
| 1975年 | 《香港超人(又名:香港超人大破摧花黨) 》      | 演員   |          |                                                           |
| 1975年 | 《門裡門外》                                | 演員   |          |                                                           |
| 1976年 | 《哈哈笑》                                  | 副導演 |          |                                                           |
| 1976年 | 《梅花》                                    | 演員   | 小惠     |                                                           |
| 1976年 | 《三個任性的女人》(又名：浪花)              | 演員   | 賀佩柔   |                                                           |
| 1976年 | 《碧雲天》                                  | 演員   | 俞碧菡   | 第22屆亞太影展金皇冠盾牌演技特別獎 第13屆金馬獎最佳女配角 |
| 1976年 | 《八百壯士》                                | 演員   | 李慈妮   |                                                           |
| 1976年 | 《温暖在秋天》                              | 演員   | 小惠     |                                                           |
| 1976年 | 《落叶飘飘》                                | 演員   |          |                                                           |
| 1976年 | 《亞茂正傳》                                | 演員   |          |                                                           |
| 1976年 | 《星語》                                    | 演員   |          |                                                           |
| 1976年 | 《秋纏》                                    | 演員   |          |                                                           |
| 1976年 | 《野鴿子的黃昏》                            | 演員   |          |                                                           |
| 1976年 | 《惜別》                                    | 演員   |          |                                                           |
| 1977年 | 《金玉良緣紅樓夢》                          | 演員   | 林黛玉   |                                                           |
| 1977年 | 《变色的太阳》                              | 演員   | 侯华美   |                                                           |
| 1977年 | 《閃亮的日子》                              | 演員   | 孫小梅   |                                                           |
| 1977年 | 《波斯夕陽情》                              | 演員   | 妮坦     |                                                           |
| 1977年 | 《臺北六十六》                              | 演員   |          |                                                           |
| 1977年 | 《說謊世界(又名:愛情我找到了》              | 演員   |          |                                                           |
| 1977年 | 《昨日匆匆》                                | 演員   |          |                                                           |
| 1977年 | 《爱的贼船》                                | 演員   | 黄珍仪   |                                                           |
| 1977年 | 《鬼馬姑爺仔》                              | 演員   |          |                                                           |
| 1977年 | 《風雨朝陽》                                | 演員   |          |                                                           |
| 1977年 | 《跳躍的愛情 (又名: 愛情爆米花、提防小妞)》 | 演員   |          |                                                           |
| 1979年 | 《山中傳奇》                                | 演員   | 依雲     |                                                           |
| 1979年 | 《瘋劫》                                    | 演員   | 连正明   |                                                           |
| 1979年 | 《風流軍醫俏護士》電視劇                    | 演員   |          |                                                           |
| 1979年 | 《麻疯女》                                  | 演員   |          |                                                           |

#### 1980年代
| 首映   | 片名                                   | 担任             | 角色名稱   | 備註                                                                            |
| 1980年 | 《金枝玉葉》                           | 演員             | 昇平公主   |                                                                                 |
| 1980年 | 《茉莉花》                             | 演員             |            | 入圍－第17屆金馬獎最佳女主角                                                    |
| 1980年 | 《天下一大笑》                         | 演員             |            |                                                                                 |
| 1980年 | 《血溅冷鹰堡》                         | 演員             |            |                                                                                 |
| 1981年 | 《我的爺爺》                           | 演員             | 徐怡贞     | 第18屆金馬獎最佳女主角                                                          |
| 1981年 | 《終身大事》                           | 演員             |            |                                                                                 |
| 1981年 | 《某年某月某一天（別名：舊夢不須記）》 | 導演             |            |                                                                                 |
| 1981年 | 《大笑将军》                           | 演出             | 唐嘉嘉     |                                                                                 |
| 1982年 | 《最佳拍檔》                           | 演員             | 何東詩     |                                                                                 |
| 1982年 | 《夜驚魂》( 別名：心跳一百)            | 演員             | 思思       |                                                                                 |
| 1982年 | 《光陰的故事（別名：報上名來）》       | 演員             |            |                                                                                 |
| 1982年 | 《求愛反斗星》                         | 演員             | 嘉嘉       |                                                                                 |
| 1982年 | 《Z字特攻队》                          | 演員             |            |                                                                                 |
| 1982年 | 《提防小妞》                           | 演員             |            |                                                                                 |
| 1983年 | 《海灘的一天》                         | 演員             | 佳莉       |                                                                                 |
| 1983年 | 《臺上臺下》                           | 演員             | 晓慧       |                                                                                 |
| 1983年 | 《帶劍的小孩》                         | 演員             | 周若芬     |                                                                                 |
| 1983年 | 《最佳拍檔之大顯神通》                 | 演員             | 何東詩     |                                                                                 |
| 1983年 | 《1938大惊奇》                         | 演員             |            |                                                                                 |
| 1984年 | 《上海之夜》                           | 演員             | 舒佩琳     |                                                                                 |
| 1984年 | 《大小不良》                           | 演員             | 嘉嘉       |                                                                                 |
| 1984年 | 《最佳拍檔之女皇密令》                 | 演員             | 何東詩     |                                                                                 |
| 1984年 | 《高粱地里大麦熟》                     | 演員             |            |                                                                                 |
| 1985年 | 《八番坑口的新娘》                     | 演員             | 游林阿鳳   |                                                                                 |
| 1985年 | 《最想念的季節》                       | 演員             | 劉香妹     |                                                                                 |
| 1986年 | 《最佳福星》                           | 演員             | 蚊滋       |                                                                                 |
| 1986年 | 《最佳拍檔之千里救差婆》               | 演員             | 何東詩     |                                                                                 |
| 1986年 | 《最愛》                               | 導演、編劇、主演 | 白芸       | 第6屆香港電影金像獎最佳女主角 第23屆金馬獎最佳女主角 入圍－第23屆金馬獎最佳導演 |
| 1986年 | 《海上花》                             | 主演             | 张美玲     |                                                                                 |
| 1987年 | 《七年之癢》                           | 主演             | 張小妹     |                                                                                 |
| 1987年 | 《黃色故事》                           | 導演             |            |                                                                                 |
| 1988年 | 《雞同鴨講》                           | 演員             | 阿娟       |                                                                                 |
| 1988年 | 《春秋茶室》                           | 演員             | 茶室老板娘 |                                                                                 |
| 1988年 | 《酸甜》                               | 演員             | Lily       |                                                                                 |
| 1988年 | 《裤甲天下》                           | 演員             | 阿群       |                                                                                 |
| 1989年 | 《阿郎的故事》                         | 演員             | 波波       |                                                                                 |
| 1989年 | 《人在紐約（別名：三個女人的故事）》   | 演員             | 黃雄屏     | 入圍－第26屆金馬獎最佳女主角                                                    |
| 1989年 | 《八兩金（別名：衣錦還鄉）》           | 演員             | 乌嘴婆     |                                                                                 |

#### 1990年代
| 首映   | 片名                               | 担任             | 角色名稱       | 備註                                         |
| 1990年 | 《吉星拱照》                       | 演員             | 洪良玉         |                                              |
| 1990年 | 《廟街皇后（別名：後街人生）》     | 演員             | 華姐           |                                              |
| 1991年 | 《暴風少年》                       | 演員             |                |                                              |
| 1991年 | 《莎莎嘉嘉站起來》                 | 監製、編劇、演員 | 嘉嘉           |                                              |
| 1991年 | 《豪門夜宴》                       | 演員             | 自己           |                                              |
| 1992年 | 《踢到寶》                         | 演員             | 孕婦           |                                              |
| 1992年 | 《三個夏天(別名：哥哥的情人)》     | 監製、編劇       |                |                                              |
| 1992年 | 《夢醒時分》                       | 導演、編劇       |                |                                              |
| 1992年 | 《雙龍會》                         | 演員             | 公子、搏命之母 |                                              |
| 1993年 | 《幻影》                           | 演員             |                |                                              |
| 1994年 | 《新不了情》                       | 演員             | 阿敏主治醫生   |                                              |
| 1994年 | 《飲食男女》                       | 演員             | 梁錦榮         |                                              |
| 1994年 | 《新同居時代》                     | 導演、編劇、演員 | 安娜           |                                              |
| 1995年 | 《我要活下去》                     | 演員             | 貝欣           |                                              |
| 1995年 | 《少女小漁》                       | 導演、編劇       |                | 第40屆亞太影展最佳編劇                       |
| 1996年 | 《今天不回家》                     | 導演、編劇       |                | 第41屆亞太影展最佳編劇（與李崗合作）         |
| 1997年 | 《Killer Lady》                    | 参演             | Show Show      |                                              |
| 1998年 | 《紅色小提琴（Violon rouge, Le）》 | 演員             | 項蓓           |                                              |
| 1998年 | 《美少年之戀》                     | 監製             |                |                                              |
| 1999年 | 《心動》                           | 導演、編劇、演員 | Cheryl         | 第19屆香港電影金像獎最佳編劇（與關皓月合作） |

#### 2000年代
| 首映   | 片名           | 担任             | 角色名稱 | 備註                                                                                        |
| 2001年 | 《地久天長》   | 演員             | 李慧珍   | 第7屆香港電影金紫荊獎最佳女主角 第21屆香港電影金像獎最佳女主角 入圍－第38屆金馬獎最佳女主角 |
| 2002年 | 《想飛》       | 導演、編劇       |          |                                                                                             |
| 2004年 | 《海南雞飯》   | 演員             | 珍       | 入圍－第41屆金馬獎最佳女主角                                                                |
| 2004年 | 《20 30 40》   | 導演、編劇、演員 | Lily     | 入圍－第24屆香港電影金像獎最佳女主角                                                        |
| 2005年 | 《融入美利堅》 | 演員             | 赵宜芳   |                                                                                             |
| 2006年 | 《吳清源》     | 演員             | 苏文     |                                                                                             |
| 2007年 | 《生日快樂》   | 編劇             |          |                                                                                             |
| 2008年 | 《一個好爸爸》 | 導演、編劇       |          | 入圍－第45屆金馬獎最佳導演                                                                  |

#### 2010年代
| 首映   | 片名                        | 担任             | 角色名稱       | 備註                                                                            |
| 2010年 | 《觀音山》                  | 演員             | 常月琴         | 入圍－第47屆金馬獎最佳女主角 入圍－第12屆華語電影傳媒大獎最佳女配角             |
| 2011年 | 《10+10》中的〈諸神的黃昏〉 | 導演             |                | 2011年金馬國際影展開幕片 第62屆柏林影展電影大觀單元                             |
| 2012年 | 《乾旦路》                  | 監製             |                |                                                                                 |
| 2015年 | 《念念》                    | 導演、編劇       |                | 第22屆香港電影評論學會大獎推薦電影、最佳編劇                                    |
| 2015年 | 《華麗上班族》              | 編劇、演員       | 張威           | 入圍－第52屆金馬獎最佳女主角、最佳改編劇本 入圍－第35屆香港電影金像獎最佳女主角 |
| 2015年 | 《山河故人》                | 演員             | Mia            |                                                                                 |
| 2017年 | 《相爱相亲》                | 导演、编剧、演員 | 岳慧英         | 入圍－第54屆金馬獎最佳導演、最佳女主角、最佳原著劇本                            |
| 2017年 | 《分貝人生》                | 演員             | 吳立君         |                                                                                 |
| 2018年 | 《地球最後的夜晚》          | 演員             |                |                                                                                 |
| 2019年 | 《夕霧花園》                | 演員             | 張雲林（老年） |                                                                                 |

#### 2020年代
| 首映 | 片名                       | 担任       | 角色名稱 | 備註                         |
| 2021 | 《熱帶往事》               | 演員       | 梁媽     |                              |
| 2022 | 《如果有一天我將會離開你》 | 演員       | 演員     |                              |
| 2022 | 《世間有她》               | 導演       |          |                              |
| 2023 | 《燈火闌珊》               | 演員       | 江美香   | 第59屆金馬獎最佳女主角       |
| 2024 | 《女兒的女兒》             | 演員       | 金艾霞   | 入围－第61届金马奖最佳女主角 |
| 2025 | 《他年她日》               | 監製、編劇 |          |                              |
| 2025 | 《熊貓月寶》               | 演員       |          |                              |
| 未定 | 《旅途愉快》               | 演員       |          |                              |
| 未定 | 《三个婚礼一个意外》       | 導演、編劇 |          |                              |
| 未定 | 《易副官》                 | 編劇       |          |                              |
| 未定 | 《二十四味》               | 演員       |          |                              |
| 未定 | 《林徽因》                 | 導演       |          |                              |

### 配音
| 首映   | 片名           | 担任               |
| 1997年 | 《小倩》       | 配音：小倩（國語） |
| 1999年 | 《泰山》       | 配音：卡娜（國語） |
| 2019年 | 《繼園臺七號》 |                    |

### 電視劇
| 年份   | 頻道              | 劇名                 | 飾演         |
| ------ | ----------------- | -------------------- | ------------ |
| 1981年 | 台視              | 《十一個女人》       |              |
| 1996年 | 超視              | 《台灣重案錄－箱殺》 | （友情客串） |
| 2022年 | CATCHPLAY+ HBO GO | 《良辰吉時》         | 吳月女       |
| 2025年 | Netflix           | 《忘了我記得》       | 遞糖果阿姨   |

### 舞臺劇
| 年份   | 劇名                              | 合作                                                            |
| ------ | --------------------------------- | --------------------------------------------------------------- |
| 2009年 | 《華麗上班族之生活與生存》        | 在臺灣、香港、澳門、新加坡 與鄭元暢（小綜）、王耀慶等演出舞臺劇 |
| 2020年 | 《台灣月 （页面存档备份，存于）》 | 民國109年10月9日                                                |

## 製作作品
- 1981年 台視單元劇《十一個女人》製作人、導演、演員

## 出版書籍

### 個人專著
- 2015年 散文集《輕描淡寫》
- 2024年 散文集《女兒》

### 合著
- 1995年 劇本小說《少女小漁》( 嚴歌苓，張艾嘉，吳孟樵)
- 1999年 劇本小說《心動》(張艾嘉，翁狄森)
- 2004年 散文集《203040something》
- 2020年 散文集《比蝴蝶飛更遠：武漢效應的43種生活》

## 音樂作品

### 正規專輯
| 發行日期       | 專輯           | 唱片公司                    | 曲目 |
| -------------- | -------------- | --------------------------- | --- |
| 1973年5月      | 《別說再見》   | 歌林唱片                    | 曲目 1. 心语 2. 别说再见 3. Beautiful Sunday 4. 希望有个好朋友 5. 我的梦 6. Super Star 7. 飞虎小霸王 8. 你在那裡 9. The Happiest Girl 10. In The Whole R.O.C. 11. 雨声 12. Tammy 13. 彩虹                                             |
| 1974年4月      | 《含淚向你說》 | 歌林唱片                    | 曲目 1. 含泪向你说 2. 草原上 3. 春城无处不飞花 4. 爱是生命的活力 5. 珊珊 6. 怀情 7. Let Me Be There 8. 赏花 9. Top Of The World 10. 爱情不是游戏                                                                                      |
| 1976年2月      | 《惜別》       | 歌林唱片                    | 曲目 1. 惜别 2. 融融的爱意 3. If You Love Me (Let Me Know) 4. 我怎么能忘记 5. 就这样约定 6. 诗意 7. 青青河畔 8. 缘份 9. Diamonds & Rust 10. 初相逢 11. 诺言                                                                           |
| 1980年4月      | 《也許》       | 歌林唱片                    | 曲目 1. 也許(口白) 2. 無心人 3. 歌 4. 如果我是你 5. 風兒輕輕吹 6. 四季 7. 我們曾經年輕 8. 幕前幕後 9. 為什麼不來 10. 驪聲 11. 奈何 12. 也許                                                                                           |
| 1981年09月19日 | 《童年》       | 滾石唱片                    | 曲目 1. 童年 2. 大家一起來 3. 流水 4. 冬景 5. 小天使 6. 落葉紛紛 7. 是否 8. 四季 9. 光陰的故事 10. 希望像月亮 11. 春望 |
| 1985年         | 《忙與盲》     | 滾石唱片                    | 曲目 1. 飛向異鄉的747 2. 忙與盲 3. 艾嘉愛家 4. 愛情有什麼道理 5. 箱子 6. 不知道 7. 愛情有什麼道理 8. 親愛的你好嗎 9. 不變的是 10. 向戀愛告別                                                                                          |
| 1986年         | 《你愛我嗎》   | 滾石唱片                    | 曲目 1. 他想 2. 我站在全世界的屋頂 3. 那天我們談了一夜生活 4. 雨在他心中停留 5. 最愛 6. 他的心是個巨大的修車廠 7. 他沿著沙灘的邊緣走 8. 他打算這樣過一輩子了 9. 一個失戀男子的告白 10. 最愛(演奏)                                     |
| 1987年         | 《細說》       | 滾石唱片 現代唱片(香港代理) | 曲目 1. 她想 2. 我站在全世界的屋頂 3. 那天我們談了一夜的生活 4. 雨在她心中停留 5. 最愛 6. 細說(粵)（香港電台電視劇《小說家族》主題曲） 7. 她的心是一個巨大的修車廠 8. 她沿著沙灘邊緣走 9. 她打算這樣過一輩子了 10. 一個失戀男子的告白 |
| 1992年12月31日 | 《愛的代價》   | 滾石唱片                    | 曲目 1. 一碗粥(口白) 2. 愛的代價 3. 暗處(口白) 4. 這樣愛你對不對 5. 街上遇見你(口白) 6. 因為寂寞 7. 引誘(口白) 8. 戲雪 9. 我的朋友(口白) 10. 默哀39秒(默哀) 11. 愛 12. 心甘情願                                                       |

### 精選專輯
| 發行日期   | 專輯             | 唱片公司 | 曲目 |
| ---------- | ---------------- | -------- | --- |
| 1997年12月 | 《張艾嘉珍藏版》 | 歌林唱片 | 曲目 1. 愛的代價 2. 忙與盲 3. 因為寂寞 4. 光陰的故事 5. 戲雪 6. 最愛 7. 是否 8. 艾嘉愛家 9. 她想 10. 那天我們談了一夜的生活 11. 我站在全世界的屋頂 12. 心甘情願 13. 童年 14. 愛情有什麼道理 15. 這樣愛你對不對 |
| 1998年1月  | 《張艾嘉精選輯》 | 歌林唱片 | 曲目 1. 心語 2. 雨聲 3. 含淚向你說 4. 春城無處不飛花 5. 惜別 6. 青青河畔 7. 我怎麼能放棄 8. 融融的愛意 9. 也許 10. 歌 11. 如果我是你 12. 風兒輕輕吹 13. 我們曾經年輕 14. 奈何 15. 驪聲 |
| 1999年10月 | 《最愛張艾嘉》   | 滾石唱片 | 曲目 CD1 1. 童年 2. 我們曾經年輕 3. 他的心是一個巨大的修車場 4. 艾嘉愛家 5. 因為寂寞 6. 最愛 7. 愛情有什麼道理 8. 愛的代價 9. 飛向異鄉的747 10. 我站在全世界的屋頂 11. 箱子 12. 那天我們談了一夜的生活 13. 這樣愛你對不對 CD2 1. 心甘情願 2. 想逃 3. 忙與盲 4. 戲雪 5. 光陰的故事 6. 大家一起來 7. 也許 8. 是否 9. 風兒輕輕吹 10. 歌 11. 惜別 12. 他沿著沙灘的邊沿走 |

### 合唱單曲
- 1983年6月《反斗群星新艺城》
- 1987年1月《快樂天堂》
- 2017年11月 張信哲《永恆的印記》

## 主持作品

### 電臺節目
| 年份   | 電臺         | 節目         | 備注                         |
| ------ | ------------ | ------------ | ---------------------------- |
| 1985年 | 中央廣播電臺 | 《為你歌唱》 | （張艾嘉製作、主持，全13集） |

### 電視節目
| 年份   | 播出平台                  | 節目         | 備注 |
| ------ | ------------------------- | ------------ | ---- |
| 2024年 | netflix、華視、三立都會台 | 《艾嘉食堂》 |      |

## 公職
- 2014年至2018年：中華民國電影事業發展基金會第6屆臺北金馬影展執行委員會主席[16]
- 2019年4月1日至2021年3月31日：第7屆香港電影發展局非官方委員
- 2021年4月1日至2023年3月31日：第8屆香港電影發展局非官方委員
- 2023年4月1日至2025年3月31日：第9屆香港電影發展局非官方委員

## 獎項記錄
| 年度 | 頒獎典禮                    | 獎項             | 作品               | 結果 |
| 1976 | 第13屆金馬獎                | 最佳女配角       | 《碧雲天》         | 獲獎 |
| 1980 | 第17屆金馬獎                | 最佳女主角       | 《茉莉花》         | 提名 |
| 1981 | 第18屆金馬獎                | 最佳女主角       | 《我的爺爺》       | 獲獎 |
| 1983 | 第2屆香港電影金像獎         | 最佳女主角       | 《最佳拍檔》       | 提名 |
| 1985 | 第4屆香港電影金像獎         | 最佳女主角       | 《上海之夜》       | 提名 |
| 1986 | 第23屆金馬獎                | 最佳女主角       | 《最愛》           | 獲獎 |
| 1986 | 第23屆金馬獎                | 最佳劇情片       | 《最愛》           | 提名 |
| 1986 | 第23屆金馬獎                | 最佳導演         | 《最愛》           | 提名 |
| 1986 | 第23屆金馬獎                | 最佳原著劇本     | 《最愛》           | 提名 |
| 1986 | 第23屆金馬獎                | 最佳原創電影歌曲 | 《最愛》           | 提名 |
| 1987 | 第6屆香港電影金像獎         | 最佳女主角       | 《最愛》           | 獲獎 |
| 1987 | 第6屆香港電影金像獎         | 十大華語片       | 《最愛》           | 獲獎 |
| 1989 | 第26屆金馬獎                | 最佳女主角       | 《三個女人的故事》 | 提名 |
| 1990 | 第9屆香港電影金像獎         | 最佳女主角       | 《八兩金》         | 提名 |
| 1990 | 第9屆香港電影金像獎         | 最佳女主角       | 《阿郎的故事》     | 提名 |
| 1991 | 第10屆香港電影金像獎        | 最佳女主角       | 《廟街皇后》       | 提名 |
| 1995 | 第32屆金馬獎                | 最佳原著劇本     | 《少女小漁》       | 提名 |
| 1995 | 第32屆金馬獎                | 最佳劇情片       | 《少女小漁》       | 提名 |
| 1995 | 第40屆亞太影展              | 最佳影片         | 《少女小漁》       | 獲獎 |
| 1995 | 第40屆亞太影展              | 最佳編劇         | 《少女小漁》       | 獲獎 |
| 1995 | 第22屆根特電影節            | 國際影評協會獎   | 《少女小漁》       | 獲獎 |
| 1996 | 第33屆金馬獎                | 最佳原著劇本     | 《今天不回家》     | 提名 |
| 1996 | 第33屆金馬獎                | 最佳劇情片       | 《今天不回家》     | 提名 |
| 1999 | 第36屆金馬獎                | 最佳劇情片       | 《心動》           | 提名 |
| 1999 | 第6屆香港電影評論學會大奬   | 推薦電影         | 《心動》           | 獲獎 |
| 2000 | 第19屆香港電影金像獎        | 最佳編劇         | 《心動》           | 獲獎 |
| 2000 | 第19屆香港電影金像獎        | 最佳導演         | 《心動》           | 提名 |
| 2001 | 第38屆金馬獎                | 最佳女主角       | 《地久天長》       | 提名 |
| 2002 | 第21屆香港電影金像獎        | 最佳女主角       | 《地久天長》       | 獲獎 |
| 2002 | 第2屆華語電影傳媒大獎       | 最佳女主角       | 《地久天長》       | 提名 |
| 2002 | 第7屆香港電影金紫荊獎       | 最佳女主角       | 《地久天長》       | 獲獎 |
| 2002 | 第4屆亞洲影評人協會獎       | 最佳女主角       | 《地久天長》       | 獲獎 |
| 2004 | 第41屆金馬獎                | 最佳女主角       | 《海南雞飯》       | 提名 |
| 2004 | 第39屆金鐘獎                | 最佳編劇         | 《候鳥e人》        | 提名 |
| 2004 | 第54屆柏林影展              | 金熊獎           | 《20 30 40》       | 提名 |
| 2005 | 第7屆亞洲影評人協會獎       | 最佳女主角       | 《20 30 40》       | 獲獎 |
| 2005 | 第5屆華語電影傳媒大獎       | 最佳女主角       | 《20 30 40》       | 提名 |
| 2005 | 第5屆華語電影傳媒大獎       | 最佳影片         | 《20 30 40》       | 提名 |
| 2005 | 第5屆華語電影傳媒大獎       | 最佳導演         | 《20 30 40》       | 提名 |
| 2005 | 第24屆香港電影金像獎        | 最佳女主角       | 《20 30 40》       | 提名 |
| 2005 | 第10屆香港電影金紫荊獎      | 最佳女主角       | 《20 30 40》       | 提名 |
| 2005 | 第10屆香港電影金紫荊獎      | 最佳電影         | 《20 30 40》       | 提名 |
| 2005 | 第10屆香港電影金紫荊獎      | 十大華語片獎     | 《20 30 40》       | 獲獎 |
| 2005 | 第10屆香港電影金紫荊獎      | 最佳編劇         | 《20 30 40》       | 提名 |
| 2006 | 第25屆香港電影金像獎        | 最佳女主角       | 《海南雞飯》       | 提名 |
| 2008 | 第45屆金馬獎                | 最佳導演         | 《一個好爸爸》     | 提名 |
| 2008 | 第15屆香港電影評論學會大奬  | 最佳編劇         | 《一個好爸爸》     | 提名 |
| 2009 | 第28屆香港電影金像獎        | 最佳編劇         | 《一個好爸爸》     | 提名 |
| 2010 | 第47屆金馬獎                | 最佳女主角       | 《觀音山》         | 提名 |
| 2010 | 第20屆亞洲電影傳媒獎        | 最佳女主角       | 《觀音山》         | 獲獎 |
| 2011 | 第13屆亞洲影評人協會獎      | 最佳女主角       | 《觀音山》         | 提名 |
| 2012 | 第12屆華語電影傳媒大獎      | 最佳女配角       | 《觀音山》         | 提名 |
| 2015 | 第52屆金馬獎                | 最佳女主角       | 《華麗上班族》     | 提名 |
| 2015 | 第52屆金馬獎                | 最佳改編劇本     | 《華麗上班族》     | 提名 |
| 2016 | 第35屆香港電影金像獎        | 最佳女主角       | 《華麗上班族》     | 提名 |
| 2016 | 第16屆華語電影傳媒大獎      | 最佳女配角       | 《山河故人》       | 提名 |
| 2016 | 第22屆香港電影評論學會大獎  | 最佳編劇         | 《念念》           | 獲獎 |
| 2017 | 第54屆金馬獎                | 最佳女主角       | 《相愛相親》       | 提名 |
| 2017 | 第54屆金馬獎                | 最佳導演         | 《相愛相親》       | 提名 |
| 2017 | 第54屆金馬獎                | 最佳原著劇本     | 《相愛相親》       | 提名 |
| 2017 | 第54屆金馬獎                | 最佳劇情片       | 《相愛相親》       | 提名 |
| 2017 | 第9屆青年電影手冊           | 年度導演獎       | 《相愛相親》       | 獲獎 |
| 2017 | 第9屆青年電影手冊           | 年度華語十佳影片 | 《相愛相親》       | 獲獎 |
| 2018 | 第37屆香港電影金像獎        | 最佳女主角       | 《相愛相親》       | 提名 |
| 2018 | 第37屆香港電影金像獎        | 最佳電影         | 《相愛相親》       | 提名 |
| 2018 | 第37屆香港電影金像獎        | 最佳編劇         | 《相愛相親》       | 獲獎 |
| 2018 | 第37屆香港電影金像獎        | 最佳導演         | 《相愛相親》       | 提名 |
| 2018 | 第24屆香港電影評論學會大獎  | 最佳導演         | 《相愛相親》       | 獲獎 |
| 2018 | 第24屆香港電影評論學會大獎  | 推薦電影         | 《相愛相親》       | 獲獎 |
| 2018 | 第24屆香港電影評論學會大獎  | 最佳編劇         | 《相愛相親》       | 提名 |
| 2018 | 第6屆十大華語電影展         | 年度導演         | 《相愛相親》       | 獲獎 |
| 2018 | 第12屆亞洲電影大獎          | 終身成就獎       | 不適用             | 獲獎 |
| 2018 | 第12屆亞洲電影大獎          | 最佳女主角       | 《相愛相親》       | 獲獎 |
| 2018 | 第12屆亞洲電影大獎          | 最佳編劇         | 《相愛相親》       | 提名 |
| 2018 | 第12屆亞洲電影大獎          | 最佳導演         | 《相愛相親》       | 提名 |
| 2018 | 第9屆中國電影導演協會       | 年度港台導演     | 《相愛相親》       | 獲獎 |
| 2018 | 第9屆中國電影導演協會       | 年度女演員       | 《相愛相親》       | 提名 |
| 2018 | 第6屆高登電影獎             | 華語最佳劇情片   | 《相愛相親》       | 提名 |
| 2018 | 第6屆高登電影獎             | 華語最佳導演     | 《相愛相親》       | 獲獎 |
| 2018 | 第6屆高登電影獎             | 華語最佳原著劇本 | 《相愛相親》       | 提名 |
| 2018 | 第6屆高登電影獎             | 華語最佳女主角   | 《相愛相親》       | 提名 |
| 2018 | 第6屆高登電影獎             | 華語最佳整體演出 | 《相愛相親》       | 提名 |
| 2018 | 第12屆香港電影導演會        | 最佳導演         | 《相愛相親》       | 獲獎 |
| 2018 | 第23屆華鼎獎                | 最佳女主角       | 《相愛相親》       | 提名 |
| 2018 | 第23屆華鼎獎                | 最佳導演         | 《相愛相親》       | 提名 |
| 2018 | 第1屆MOVIE6全民票選電影大獎 | 最佳女主角       | 《相愛相親》       | 提名 |
| 2018 | 第1屆MOVIE6全民票選電影大獎 | 最佳導演         | 《相愛相親》       | 提名 |
| 2018 | 第1屆MOVIE6全民票選電影大獎 | 最佳電影         | 《相愛相親》       | 提名 |
| 2018 | 第25屆北京大學生電影節      | 最佳編劇         | 《相愛相親》       | 獲獎 |
| 2018 | 第25屆北京大學生電影節      | 最佳影片獎       | 《相愛相親》       | 提名 |
| 2018 | 第25屆北京大學生電影節      | 評委會大獎       | 《相愛相親》       | 提名 |
| 2018 | 第18屆華語電影傳媒盛典      | 年度編劇         | 《相愛相親》       | 提名 |
| 2022 | 第59屆金馬獎                | 最佳女主角       | 《燈火闌珊》       | 獲獎 |
| 2022 | Yahoo!搜尋人氣大獎 2022     | 亞洲人氣演員     | 不適用             | 獲獎 |
| 2023 | 第29屆香港電影評論學會大獎  | 最佳女演員       | 《燈火闌珊》       | 提名 |
| 2023 | 第16屆亞洲電影大獎          | 最佳女主角       | 《燈火闌珊》       | 提名 |
| 2023 | 第41屆香港電影金像獎        | 最佳女主角       | 《燈火闌珊》       | 提名 |
| 2023 | 第6屆馬來西亞金球獎         | 終身成就獎       | 不適用             | 獲獎 |
| 2024 | 第61屆金馬獎                | 最佳女主角       | 《女兒的女兒》     | 提名 |
| 2025 | 第18屆亞洲電影大獎          | 最佳女主角       | 《女兒的女兒》     | 提名 |
| 2025 | 第6屆台灣影評人協會獎       | 最佳女演員       | 《女兒的女兒》     | 提名 |
| 2025 | 第27屆遠東影展              | 終身成就獎       | 不適用             | 獲獎 |
| 2025 | 第27屆台北電影獎            | 最佳女主角       | 《女兒的女兒》     | 提名 |

## 相關
- 台灣蠻
- 林鳳嬌

## 外部連結
- 張艾嘉在台灣電影網上的資料（繁體中文）
- 張艾嘉在互联网电影资料库（IMDb）上的資料（英文）
- 張艾嘉在豆瓣上的资料（简体中文）
- 張艾嘉在时光网上的簡介（简体中文）